# المحجر (قفل شمر)

تعديل مصدري - تعديل

المحجر هي إحدى قرى عزلة بني جل بمديرية قفل شمر التابعة لمحافظة حجة، بلغ تعداد سكانها 591 نسمة حسب تعداد اليمن لعام 2004.